# 獅子座ψ
獅子座ψ，又名BD+14 2136，HD 84194、SAO 98733、HR 3866，是獅子座的一颗恒星，视星等为5.35，位于銀經219.89，銀緯44.44，其B1900.0坐标为赤經9h 38m 17.2s，赤緯+14° 44.44′ 46″。